# Iris Rivera
Iris Rivera (n. en Buenos Aires en 1950) es una docente y escritora de libros infantiles argentina.

## Biografía
Recibida de profesora de Filosofía y Ciencias de la Educación, se desempeñó en el campo docente durante 20 años, tanto a nivel secundario.
Colaboró con varias publicaciones infantiles como Anteojito, AZ Diez, Punto de Partida y Billiken. Dicta y coordina talleres literarios para niños, jóvenes y adultos en Buenos Aires, y además realizó talleres en cárceles y otros enfocados a la recuperación de jóvenes adictos a la droga. En 2014, por sus cuentos infantiles escritos durante la última década en la Argentina, la Fundación Konex le otorgó un Diploma al Mérito de los Premios Konex.

## Obra
- 1991 Historias de no creer (cuentos)
- 1991 El Señor Medina (cuento)
- 1992 Relatos relocos (cuentos)
- 1993 La casa del árbol (cuento)
- 1995 Manos brujas (cuentos)
- 1995 Aire de familia (crónicas)
- 1996 La nena de las estampitas (cuentos)
- 1997 Contando ando (cuentos)
- 1997 Hércules (versión)
- 1999 Sacá la lengua (cuentos)
- 2000 Frankenstein (versión)
- 2004 Cuentos populares de aquí y de allá (cuentos)
- 2004 Los viejitos de la casa (cuento)
- 2005 Relatos mitológicos
- 2005 Mitos y leyendas de la Argentina
- 2006 Llaves (cuentos)
- 2009 Haiku (libro-álbum). En coautoría con María Wernicke (ilustraciones)[1]
- 2011 Manos brujas(versión libro álbum)
- 2012 Lo que escuchó un pajarito
- 2022 La leyenda del algodón (versión leyenda argentina, libro-álbum, editorial Laleliloluz)